# 大同区 (台北市)

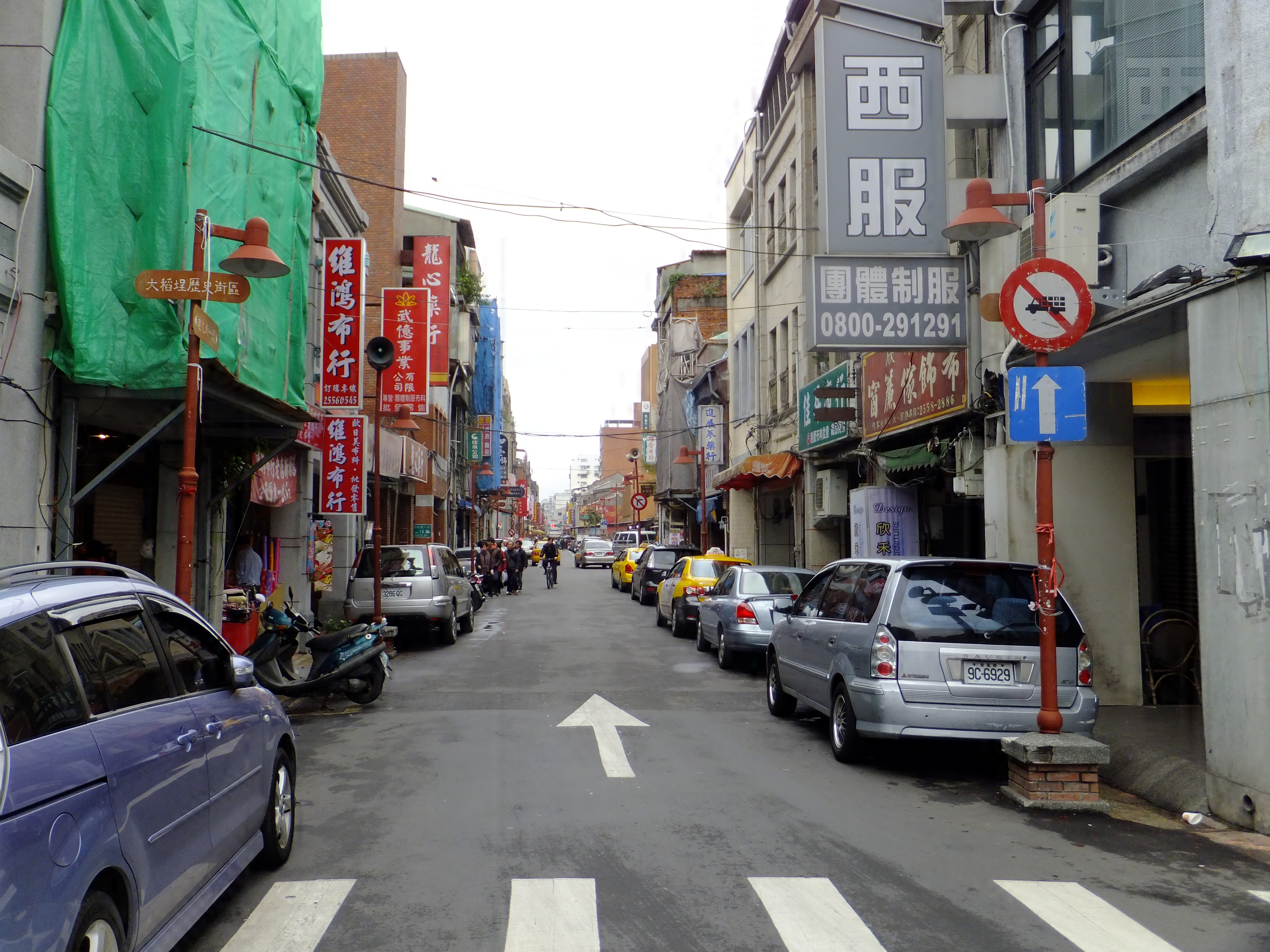
大稲埕歴史街区の迪化街

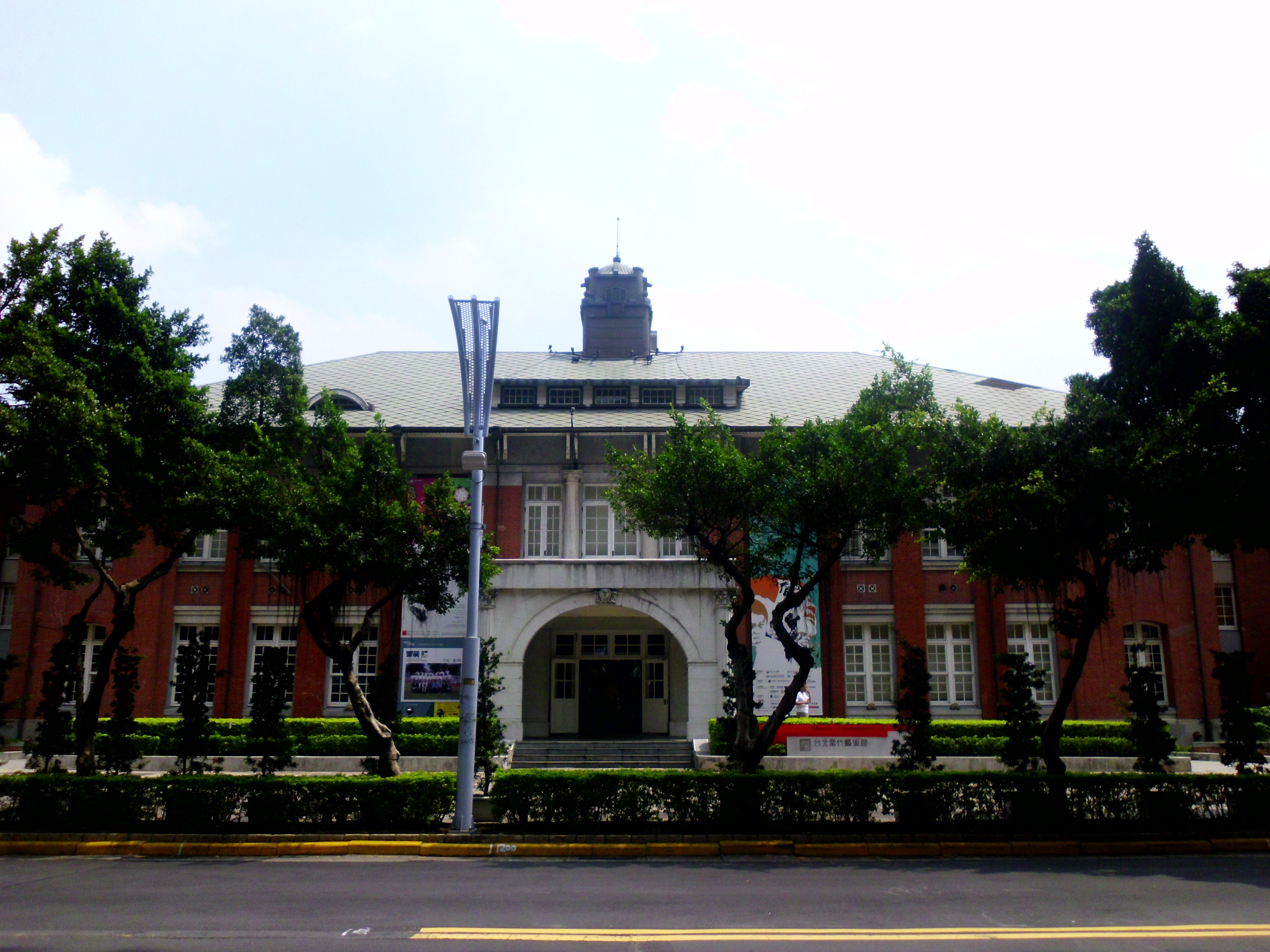
台北当代美術館（旧台北市庁舎）

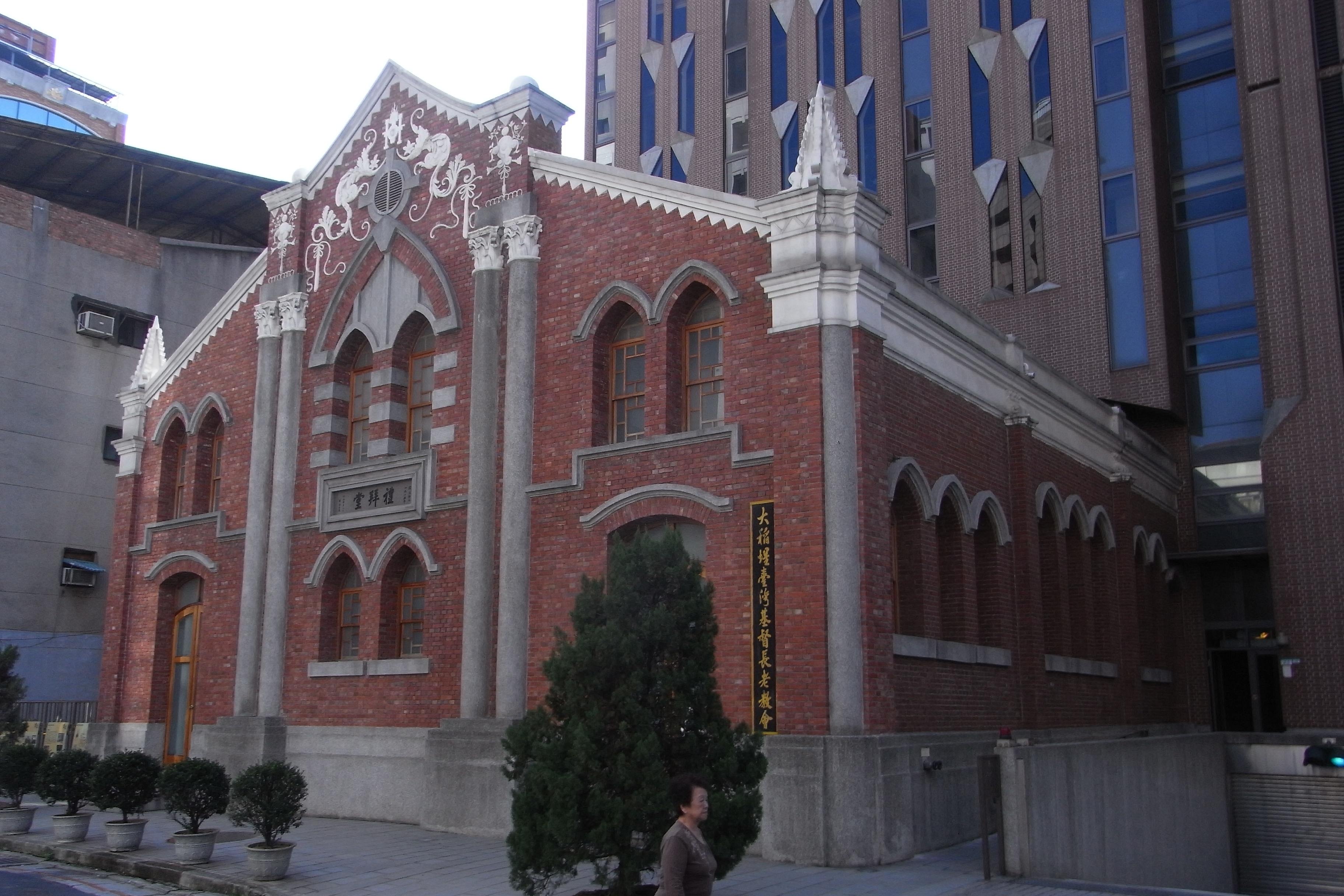
台湾基督長老教会大稲埕教会堂

大同区（ダートン/だいどう-く）は、台北市の市轄区。

## 地理
大同区は台北市西部に位置し、台北市で最も古くから開発が進んだ地区である。孔子廟や保安宮などの旧跡が区内に現存している。古くからの商業街として迪化街が有名であり、食材や漢方薬などを扱う店が軒を連ねており、春節前には多くの買い物客で賑わう。

## 歴史
大同区は旧名を巴浪泵と称した。1763年、余文儀が表した『台湾府志』に大浪泵庄の記載が初見される。
1844年には山の形が龍に似ていることから大龍峒と称されるようになり、日本統治時代には大龍峒町が設置された。戦後は台北を10区に行政改編する際に、大龍峒町、蓬莱町、太平町、大橋町、河合町を統合し区として改編され、区内に孔子廟と大同街が位置したことより、孔子の唱える大同の精神に由来し大同区と命名された。1990年に南に位置する建成区と延平区を編入し、現在に至っている。

## 下部行政区域
| 地区 | 里                                                     |
| ---- | ------------------------------------------------------ |
| 蘭州 | 老師里、国慶里、隆和里、国順里、景星里、隣江里         |
| 大龍 | 至聖里、重慶里、揚雅里、保安里、斯文里、蓬莱里         |
| 延平 | 大有里、永楽里、南芳里、玉泉里、延平里、朝陽里         |
| 建成 | 民権里、建功里、建泰里、双連里、光能里、建明里、星明里 |

## 教育

### 高級専業学校
- 台北市立稲江高級商業職業専門学校

### 高級中学
- 台北市立明倫高級中学
- 台北市立成淵高級中学
- 私立天主教静修中学

### 国民中学
- 台北市立建成国民中学
- 台北市立忠孝国民中学
- 台北市立民権国民中学
- 台北市立蘭州国民中学
- 台北市立重慶国民中学
- 成淵高級中学付属国中部
- 私立天主教静修中学付属国中部

### 国民小学
- 台北市立双連国民小学
- 台北市立蓬莱国民小学
- 台北市立日新国民小学
- 台北市立太平国民小学
- 台北市立永楽国民小学
- 台北市立大同国民小学
- 台北市立大龍国民小学
- 台北市立延平国民小学
- 台北市立大橋国民小学
- 台北市立明倫国民小学

### 幼稚園
| - 台北市立永楽国民小学付属幼稚園 - 台北市立明倫国民小学付属幼稚園 - 台北市立大橋国民小学付属幼稚園 - 台北市立大同国民小学付属幼稚園 - 台北市立双蓮国民小学付属幼稚園 - 台北市立延平国民小学付属幼稚園 | - 台北市立大龍国民小学付属幼稚園 - 台北市立蓬莱国民小学付属幼稚園 - 台北市立太平国民小学付属幼稚園 - 台北市立日新国民小学付属幼稚園 - 台北市立啓聡学校付属幼稚園 - 栄星幼稚園 | - 徳星幼稚園 - 聖心幼稚園 - 信愛幼稚園 - 太原幼稚園 - 功文成長幼稚園 |

### 特殊学校
- 台北市立啓聡学校

## 交通
- 台北捷運
  - ■淡水信義線
    - 円山駅 - 民権西路駅 - 双連駅 - 中山駅

  - ■ 中和新蘆線
    - 大橋頭駅 - 民権西路駅

  - ■ 松山新店線
    - 中山駅 - 北門駅

## 観光
- 大龍峒保安宮
- 台北孔子廟

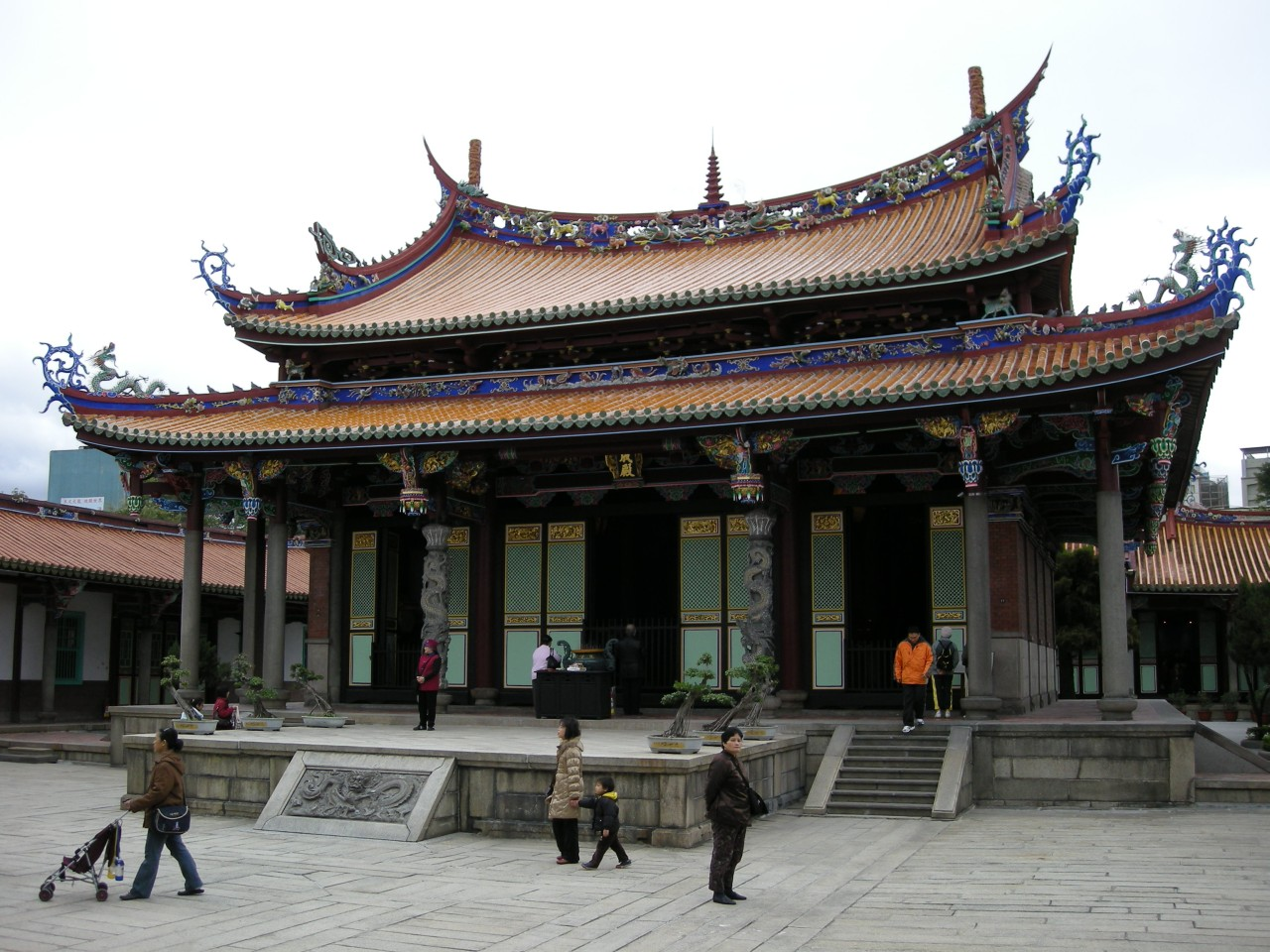
台北孔子廟

- 台湾基督長老教会大稲埕教会（中国語版）
- 老師府（中国語版）
- 蔣渭水紀念公園（中国語版）
- 迪化街
  - 霞海城隍廟（中国語版）
- 台北当代芸術館
- 旧台北警察署
- 仁安医院（中国語版）